# Podbrezová (stacja kolejowa)
Podbrezová – stacja kolejowa znajdująca się we wsi Podbrezová w kraju Bańksobystrzyckim na linii kolejowej 172 Banská Bystrica – Červená Skala na Słowacji.